# Giftstruma
Giftstruma, vetenskapligt namn hypertyreos, är en endokrin sjukdom som yttrar sig i att sköldkörteln tillverkar för mycket tyreoideahormoner (T4 eller T3), vilket leder till för hög ämnesomsättning. Giftstruma ger upphov till tyreotoxikos, ett kliniskt tillstånd av förhöjda tyroideahormoner i blodet. Tyreotoxikos kan dock ha andra orsaker än giftstruma/hypertyreos, till exempel en svår allmänsjukdom, graviditet eller förlossning, eller vara inducerat av läkemedel med tyroidea. Ett vanligt, men inte nödvändigt, tecken på giftstruma är förstorad sköldkörtel (struma).
Den vanligaste formen av giftstruma är Graves sjukdom, som är en autoimmun sjukdom. Dödligheten för giftstruma är sedan läkemedel togs fram mycket låg. Tyreotoxisk kris, tyretoxisk psykos och hjärtsvikt är några allvarliga komplikationer.

## Historia

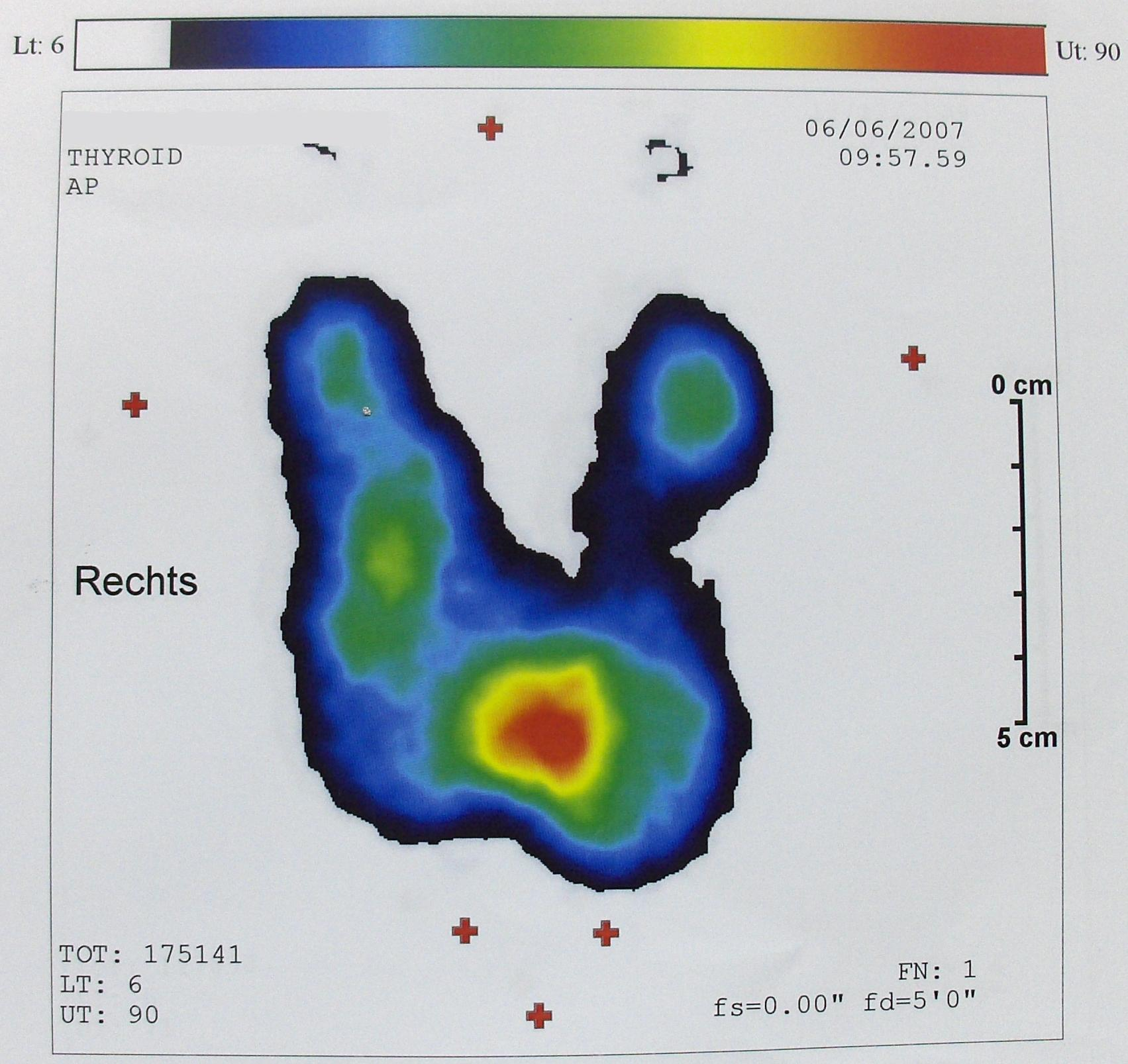
Scannad bild av en förstorad, överfunktionell sköldkörtel med fyra autonoma adenom, markerade i grönt.

Den förste att beskriva giftstruma var den brittiske läkaren Caleb Hillier Parry år 1785. Varken han, Carl von Basedow eller Robert James Graves kopplade samman symptomen med problem i sköldkörteln. Det gjorde neuropsykiatern Paul Julius Möbius. Basedows och Graves namn har emellertid levt kvar i endokrinologin, genom att den vanligaste formen av giftstruma, diffus toxisk struma, uppkallats efter dem (den kallas Graves sjukdom eller Basedows sjukdom).
Behandling av giftstruma har skett sedan början av 1900-talet. Hertz och Roberts använde 1942 första gången radiojodterapi för att bota Graves sjukdom, och 1943 beskrev Edwin Bennett Astwood verkningarna av Thiouracil, det första tyreostatika på marknaden.

## Orsaker och förekomst
Giftstruma kan uppkomma av flera orsaker. Den vanligaste orsaken är att hela sköldkörteln överproducerar tyroideahormon. Detta kallas Graves sjukdom. Mindre vanligt är att en enskild eller flera knölar i sköldkörteln framkallar en ökad hormonsekretion, vilket kallas knölstruma. Tyreoidit (inflammation i sköldkörteln) kan också leda till giftstruma. Många kliniska tillstånd leder till att sköldkörtelvävnaden ökar produktionen av tyroideahormon, däribland posttraumatisk stress. Det förekommer att personer med anorexia nervosa under viktuppgången vid tillfrisknande har en övergående giftstruma. Sköldkörtelsjukdomar har en ärftlig komponent i det att det i samma familj kan uppkomma olika sådana sjukdomar, och drabbar oftare kvinnor än män.
Hos människor är de huvudsakliga orsakerna till giftstruma:
- Graves sjukdom (även Basedows sjukdom, diffus toxisk struma) – en autoimmun sjukdom, som över hela världen utgör 50–80 % av alla insjuknanden i giftstruma. Andelen varierar kraftigt över världen, från 47 % i Schweiz,[13] till 90 % i USA.[14] I Stockholm står Graves sjukdom för 75 % av alla diagnostiserade med giftstruma.[15] Graves sjukdom antas delvis utvecklas till följd av livskris eller allmänsjukdom.[4] Den autoimmuna sjukdomen beror ofta på att kroppen bildar Tyreoideastimulerande immunoglobuliner, antikroppar mot tyreotropinreceptorer vilka härmar TSH vilket leder till den ökade utsöndringen av tyreoideahormoner.[16]
- Toxiskt adenom, som står för 53 % av alla insjuknade i giftstruma i Schweiz, vilket antas vara en atypisk reaktion på för lågt jodintag.[17]
- Multinodös toxisk struma eller knölstruma, vilket är vanligast hos äldre kvinnor.[4]

Höga blodnivåer av tyroidhormoner, hypertyroxinemi, kan uppkomma av flera andra skäl:
- Tyreoidit, en inflammation i sköldkörteln. Typer av tyreoidit innefattar Hashimotos sjukdom och subakut tyreoidit (De Quervains sjukdom). Detta kan börja som ökad utsöndring av tyroideahormoner men utvecklas till en dysfunktionell sköldkörtel och därmed leda till hypotyreos.
- Oralt intag av hormontabletter eller hormonbehandlat livsmedel.
- Postpartumtyreoidit (PPT) vilket drabbar omkring 7 % av alla kvinnor inom ett år efter förlossning. PPT består av flera faser av vilka den första är giftstruma. Denna form övergår spontant inom några veckor eller månader och kräver sällan behandling. PPT övergår ibland till en bestående hypotyreos.[4]
- Struma ovarii, när sköldkörtelceller bildar hormonproducerande tumörer i äggstockarna.[18]

Hypersekretion av tyroidstimulerande hormon (TSH), vilket nästan alltid beror på adenom i hypofysen, utgör mindre än 1 % av alla fall av giftstruma.
Förekomsten av giftstruma i den vuxna befolkningen i Stockholm uppgår till 33/100 000, och antalet fall i norra Sverige är bland de högsta i Europa. Antalet fall av Graves sjukdom i Malmö har under 2000-talet ökat från 20 till 30 fall per 100 000 vuxna.
Ett alltför stort intag av jod kan leda till en tyreotoxikos som kallas Jod-Basedows sjukdom. Detta tillstånd är inte en form av giftstruma.

## Symptom och tecken

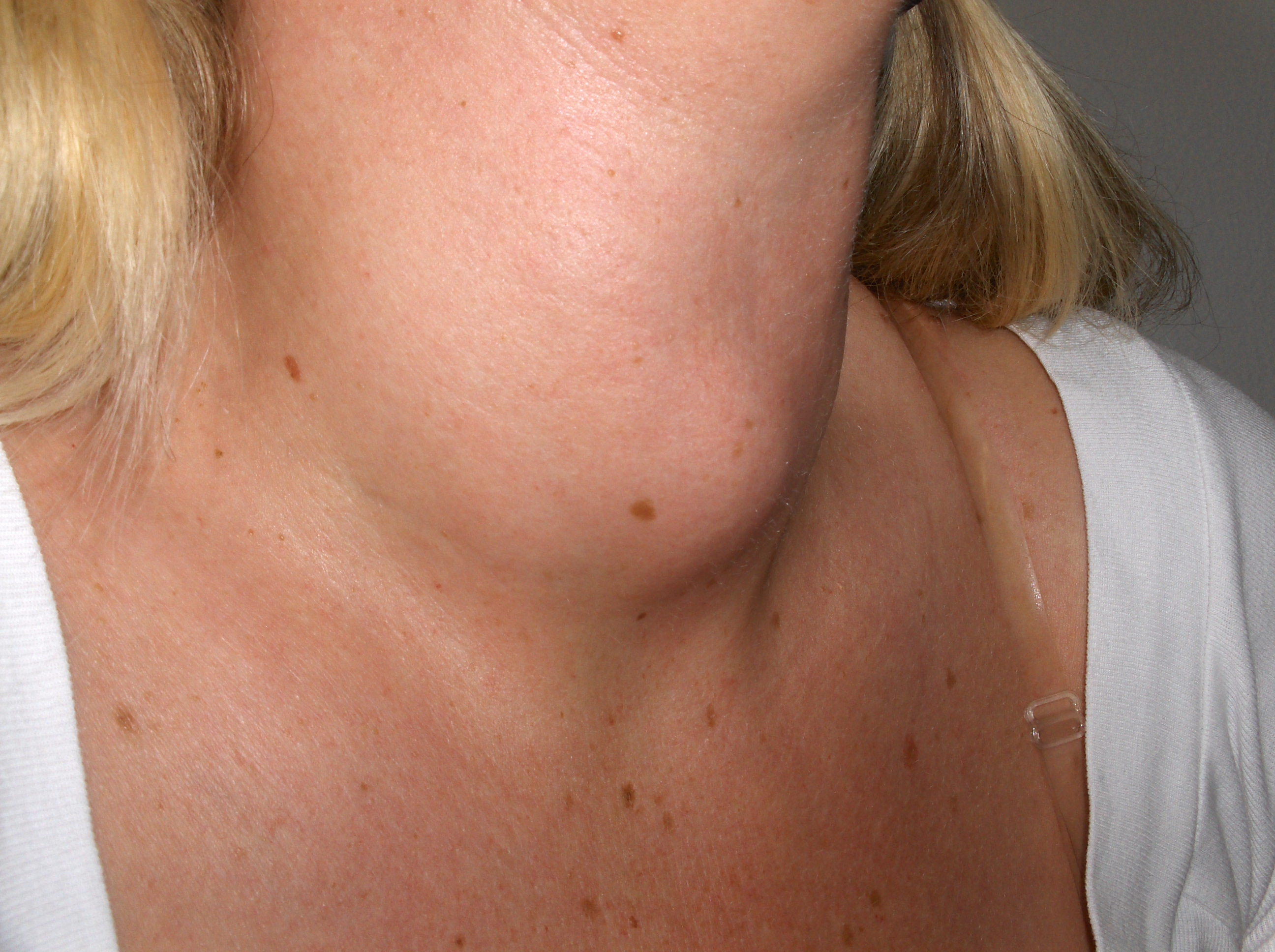
Struma.

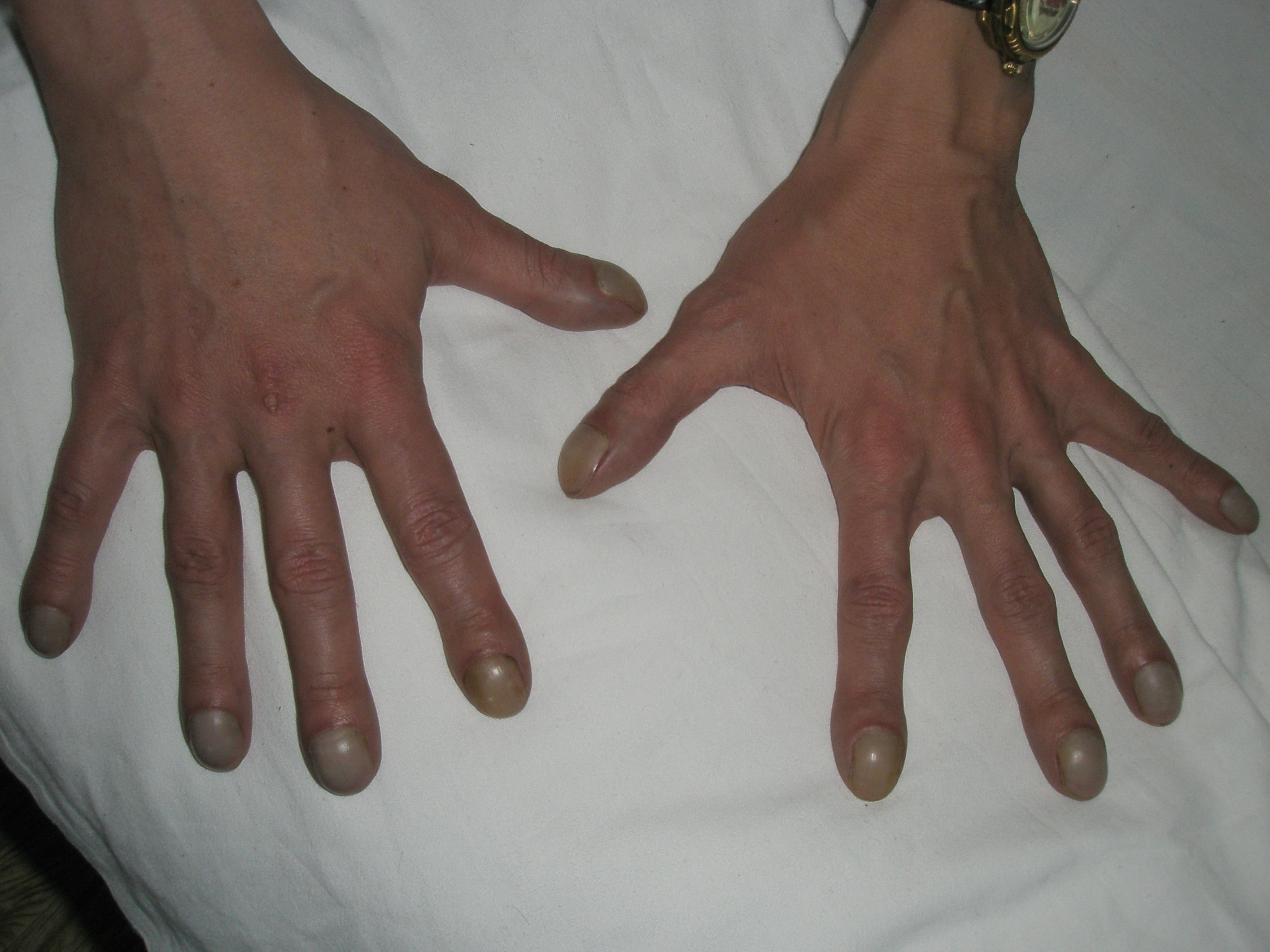
Vid giftstruma brukar naglarna böja sig neråt, så kallade trumpinnefingrar.

Giftstruma uppkommer som regel långsamt och kan vara asymptomatisk, men när det inte är det beror symptomen på förhöjda värden av tyroideahormoner. Tyroideahormoner är viktiga på cellnivå och påverkar nästan alla kroppens vävnader. Dessa hormoner kontrollerar hastigheten på alla kroppsfunktioner, i och med att de reglerar ämnesomsättningens hastighet. Om det finns för mycket tyroideahormoner i kroppen, ökas hastigheten på alla kroppsliga processer. Om giftstruman är en autoimmun sjukdom förekommer ofta andra autoimmuna sjukdomar i kombination.

### Vanliga symtom
Några direkta symptom på giftstruma, som en direkt följd av den höga ämnesomsättningen, är hög puls, hjärtklappning, högt blodtryck, klåda och hudproblem, onormal trötthet (fatigue), rastlöshet, nervositet, irritabilitet, koncentrationssvårigheter, darrhänthet, oro och ångest, sömnproblem samt muskelsvaghet, särskilt i överarmar och lår. Hastigare tarmtömning kan förekomma. Steatorré, diarré och malabsorption förekommer, och ökad koncentration av gallsyra i tolvfingertarmen. Viktminskning, ibland påtaglig, trots god aptit (hyperfagi) förekommer. Några patienter har en svullnad på utsidan av halsen (struma), dock inte alla. Struman beror på sköldkörtelns överaktivitet och överproduktionen av sköldkörtelhormon. Giftstruma gör att personen får svårt att tåla höga rumstemperaturer, samtidigt som kroppstemperaturen är högre än normalt (hypertermi).
En patient med giftstruma kan också ha andra autoimmuna sjukdomar, som till exempel atrofisk gastrit, Addisons sjukdom och typ 1-diabetes.
Eftersom giftstruman påverkar hela fysiologin och endokrina systemet i kroppen ses en ökad risk för en mängd olikartade sjukdomar, exempelvis blodpropp.

### Hud och hår
Klubbformade fingrar (akropati) och böjda naglar kan vara ett tecken på giftstruma, liksom onycholys, att nagelbädden blir kortare längst ut på fingrarna. Vid giftstruma är samtliga naglar drabbade. Håret växer snabbare, men även håravfall förekommer, bland annat i form av den autoimmuna sjukdomen alopecia areata, milphosis och madarosis. Ibland förekommer hyperhidros (onormal svettning) och hyperpigmentering.
Huden kan påverkas direkt av giftstruma. En person med giftstruma brukar som regel ha tunn, mjuk, varm, blank och genomfuktad hud, eftersom hudens temperatur, svettmängd och talgproduktion ökar. Det kan finnas en ökad tendens till akne. Handflatorna kan få ett karakteristiskt utseende med röda, små fläckar, vilket kallas palmarerytem. Flera hudsjukdomar, vissa autoimmuna, kan uppträda i kombination med giftstruma, däribland klåda, pretibialt myxödem, autoimmuna blåsdermatoser, nässelutslag, sklerodermi, xantelasma, vitiligo och lichen sclerosus et atroficus.

### Reglering av ämnen
Giftstruma påverkar hela ämnesomsättningen, det vill säga bl.a. blodsockerregleringen, proteostasen och fettomsättningen. Som regel hänger giftstruma samman med höga blodsockernivåer (hyperglykemi), samt med höga, glukosoberoende, nivåer insulin. Så är fallet eftersom giftstruman påverkar blodsockerregleringen genom oxidativ stress och lipolysen samt genom levern. Giftstruma kan därför förvärra latent diabetes och ge insulinresistens och ketoacidos. Det förekommer dock fall när giftstruma uppträder med hypoglykemi.
Hyperurikemi uppkommer ibland till följd av att mängden producerad urinsyra ökar, vilket är en markör för gikt. Dock förekommer också anekdotiska fall av personer med giftstruma som istället utvecklar hypourikemi.

### Ögonproblem
Vid giftstruma kan man ofta se ögonproblem. Endokrin oftalmopati är den allvarligaste varianten, men personer kan också ha endast en del av dess symtom, t.ex. exoftalmus eller retraktion av ögonlocken. Exoftalmus är kännetecknande för giftstruma, vilket innebär en inflammation bakom ögat som ger utstående ögon.

### Neurologi
Neurologiska symptom kan innefatta tremor, chorea, och i några enskilda individer (i synnerhet av asiatiskt ursprung), tyrotoxisk periodisk paralys. 

### Muskelpåverkan
Förutom tyrotoxisk periodisk paralys, uppträder ofta giftstruma tillsammans med flera andra former av muskelsjukdomar. Kronisk och akut myopati, oftalmoplegi, myasthenia gravis, paraplegi och neuropati är andra symtom på giftstruma. Muskelpåverkan kan för somliga yttra sig i dysfagi, svårighet att svälja.
Giftstruman påverkar musklerna och nervsystemet bl.a. genom att den ökar basalomsättningen, minskar kolhydratomsättningen, ökar kalciumupptaget, stör omsättningen av natrium och kalium, samt förändrar katabolismen av NET-protein, vilket kan orsaka några av nerv- och muskelsjukdomarna.

### Skelett
Giftstruma är en av de vanligaste orsakerna till sekundär benskörhet (benskörhet som symtom på annan sjukdom). Tyroideahormonera ökar aktiviteten på osteoblasterna och osteoklasterna, dock sällan tillsammans med hyperkalcemi eftersom minskade mängder bisköldkörtelhormon påverkar aktiviteten på D-vitamin i njurarna.

### Mun och tänder
Munproblem och tandsjukdomar vid giftstruma innefattar ökad risk för karies, glossodyni ("brinnande tunga", tungsmärta), benskörhet i käken, snabbare tandväxling hos barn, samt sjukdomar i tandens stödjevävnader (periodontala sjukdomar).

### Rösten
Hos professionella sångare, har giftstruma yttrat sig i heshet, påverkan på röstvolymen och röstomfånget, och känslan av att ha något i halsen.

### Tecken

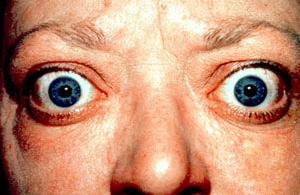
Det är vanligt att personer med giftstruma får utstående ögon, på grund av en inflammation.

Huvudsakliga kliniska tecken är viktminskning tillsammans med ökad aptit, ångest, värmeintolerans, muskelvärk, svaghet, trötthet, motorisk hyperaktivitet, irritabilitet, apati, polyuria, polydipsia, delirium och tremor. Patienter kan dessutom uppvisa varierande symptom, som palpitationer och oregelbundna hjärtslag eventuellt med förmaksflimmer eller hjärtsvikt, andnöd, förlorat libido, amenorré, illamående, kräkningar, och diarré. Om giftstruman varit obehandlad länge kan patienten få benskörhet. I några sällsynta, obehandlade fall kan patienten få kylös ascites, tarmlymfa i bukhinnehålan, som får buken att svälla upp.

### Psykisk hälsa
I sällsynta fall kan giftstruma leda till en psykos, en så kallad tyrotoxisk psykos, vilket är en form av organisk psykos. Tyrotoxiska psykoser kan påminna om affektiva psykoser (psykotisk depression eller mani), schizofreni, vanföreställningssyndrom och delirium.
Psykisk påverkan av giftstruma förekommer ofta. Vanliga symtom är knutna till kognitiva funktioner, som koncentrationssvårigheter och försämrat minne. Affekterna påverkas också, i form av depressioner och fobier. Upp till 40 % av alla patienter med giftstruma har depressioner. Ju mer intensiv depressionen är, desto större negativ påverkan finns på arbetsminnet. Hos äldre kan även subklinisk giftstruma nedsätta kognitionen; en italiensk studie har visat att den gruppen hade större negativ kognitiv påverkan än både hypo- och hypertyroida personer, och personer med Parkinsons sjukdom, diabetes mellitus eller stroke.
De flesta psykiska störningar brukar uppträda tillsammans med låg ämnesomsättning, och hög ämnesomsättning i kombination med ohälsa av primärt psykisk art är mycket ovanligt. Giftstruma verkar antingen kunna skjuta upp utbrott av bipolär sjukdom, eller leda till bipolär sjukdom sedan den behandlats.
Ovanstående gäller symtomatiska psykiska störningar, när giftstruman yttrar sig i sådan ohälsa. Det finns emellertid också ett samband mellan posttraumatiskt stressyndrom och utbrott av giftstruma.

### Interaktioner med signalsubstanser och hormoner
Tyreoideahormoner är kritiska för att cellerna ska fungera normalt. Vid förhöjda värden ses dels en överstimulerad basalomsättning, dels blir centrala nervsystemet överstimulerat vilket gör patienten ”speedad” på ett sätt som påminner om en överdos av adrenalin (epinefrin). Detta leder till ökad hjärtfrekvens och palpitation, nervös darrhänthet och ångestsymptom, viktminskning och låga värden av kolesterol.
Eftersom hormonerna som ingår i tyreotoxikosen samverkar med både det endokrina och nervsystemet, kan nivåerna av, eller känsligheten inför, andra hormoner förändras till följd av sjukdomen, till exempel katekolaminerna och prolaktinet. Som regel ses låga prolaktinnivåer vid giftstruma, men i de få fall där värdena är höga kan prolaktinet möjligen förvärra giftstruman. Vid giftstruma finns ett ökat antal beta-adrenerga receptorer i hjärtat och hjärnan, och ett ökat antal 5HT2 (serotoninreceptorer) i hjärnan. Detta leder till att adrenalinet, noradrenalinet och serotoninet blir mera verksamma, vilket förklarar flera symtom (darrhänthet, hjärtpåverkan, värmeintolerans, osv).
Viktminskningen och den ökade aptiten till trots, har olika rapporter gett olika svar på korrelationen med nivåerna av leptin och ghrelin.
Giftstruma uppträder hos kvinnor typiskt med höga värden av könshormonbindande globulin, luteiniserande hormon och follikelstimulerande hormon. Östrogennivåerna kan vara två till tre gånger så höga som normalt under hela menstruationscykeln. Också androgen- och östronnivåerna ökar. För kvinnor kan menstruationen minska därför (hypomenorré) och menstruationscykeln förskjutas (oregelbunden menstruation), och flickor med giftstruma kan få försenad pubertet. Dock fungerar vanligen ägglossningen normalt.
Män får förhöjda nivåer könshormonbindande globulin, testosteron, och östrogen. De kan drabbas av gynekomasti och feminisation vid förhöjda värden av SHBG eller ökad aromatasaktivitet.
Giftstruma kan uppträda tillsammans med Addisons sjukdom, när kortisolnivåerna är för låga, men den kan också uppträda tillsammans med Cushings syndrom eller andra former av hyperkortisolism, det senare till följd av att giftstruman uppträder som stress.
Obehandlade patienter med giftstruma (liksom hypotyroida) har ofta förhöjda värden tumörnekrosfaktor alfa (TNF-α) och serumnivåer av dess receptorer. Vid behandling normaliseras dessa värden. Vid autoimmunitet kan dock TNF-α vara fortsatt förhöjd efter tillfrisknande.

### Subklinisk giftstruma
Vid subklinisk tyreotoxikos förekommer hjärtbesvär och benskörhet samt försämrad arbetsförmåga.

## Diagnos

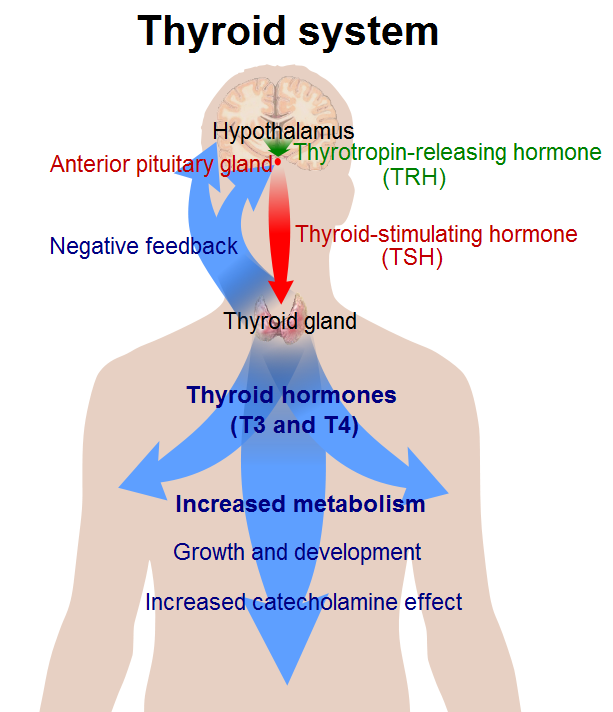
Tyroidsystemet. TSH och T4/T3 reglerar varandra med negativ feedback: om TSH är lågt är värdena av T4 och T3 som regel höga. TSH sjunker också av att TRH är lågt.

Som regel mäts nivån av tyroidstimulerande hormon (TSH) i blodet, vilken tillverkas i hypofysen och vilken delvis regleras av TRH, TSH-reglerande hormon. Ett lågt TSH indikerar att hypofysen är inställd på att minska stimuleringen av sköldkörteln eftersom blodnivåerna av T4 och/eller T3 är för höga. I ovanliga fall indikerar ett lågt TSH att hypofysen är dysfunktionell på grund av en annan sjukdom. Därför är mätning av T4 och T3 kliniskt betydelsefullt. I stället för mätning av T4 och T3, brukar man mäta fritt T4 (fT4) och fritt T3 (fT3), det vill säga de tyrodeahormoner som inte är bundna till transportproteinerna tyroxinbindande globulin (TBG), transtyretin (prealbumin, TBPA) och albumin. Vid giftstruma är det den förhöjda nivån av de fria hormonerna som är betydelsefullt, medan stegring av totala tyrodeahormoner kan ses till exempel vid graviditet.
En traditionell giftstruma visar sig vid blodprov som för lågt TSH, samt för högt fT4 och fT3, det vill säga ett TSH under ca 0,3, fT4 över ca 22 och fT3 över ca 6. Referensvärdena kan dock skilja sig åt mellan olika mätmetoder. I vissa fall kan TRH-stimulering användas diagnostiskt.

### T4-toxikos
Det förekommer flera varianter på hypertyreos. T4-toxikos eller tyroxintoxikos betyder att TSH är för lågt, T4 är för högt, men T3 är normalt. T4-toxikos kan vara ett tecken på att hypertyreosen beror på en annan, underliggande sjukdom som höjer ämnesomsättningen (euthyroid-sick syndromes). Ytterligare en orsak kan vara giftstruma men för lågt intag av kalorier eller undervikt, eller på annan nedsättning i omvandlingen av T4 till T3.
T4-toxikos kan också bero på tyreoideahormonresistens, eller på en allvarlig kroppsskada då konverteringen av T4 till T3 minskar till följd av minskade selennivåer. Människor med höga kortisolvärden har också en nedsatt omvandling av T4 till T3.
T4-toxikos förekommer hos en del personer med Jod-Basedows sjukdom, vilka kan skiljas från äkta T4-toxikos genom studier av jodupptaget.

### T3-toxikos
Om TSH är för lågt, T3 är för högt men T4 är normalt, kallas tillståndet T3-toxikos eller trijodtyronintoxikos. Om sköldkörteln är överaktiv kan detta leda till att den bara ökar omvandlingen till T3, och inte som annars öka den totala mängden tyreoideahormoner.
Högre T3 värden tillsammans med lägre värden TSH och tyroxin kan också ses vid förhöjda plasmanivåer av tillväxthormon.

### Subklinisk giftstruma
Vid subklinisk tyreotoxikos är värdena av TSH för låga, men värdena av T4 eller T3 är normala, och andra orsaker till de onormala TSH-värdena har kunnat uteslutas. Eftersom referensvärdena för TSH varierar, förekommer olika gränsvärden för när en sänkt TSH definieras som subklinisk, från 0,4, till 0.1 mIU/L.

### Autoimmunitet
Att mäta vissa autoantikroppar mot tyreotropinreceptorer i blodet, såsom TSH-receptorantikroppar (TRAK) vid Graves sjukdom eller TPO-antikroppar vid Hashimotos sjukdom, kan också bidra till diagnos. 98 % av alla med Graves sjukdom har TRAK.

### Andra metoder
För att ställa diagnosen giftstruma med blodprov ska tester visa för låga värden av TSH, och för höga värden av T4 och T3. Ett test av upptaget av radioaktivt jod och scanning av sköldkörteln möjliggör en bestämning av vilken sorts tyreotoxikos det är fråga om. Människor med giftstruma har för stort upptag av jod. Metoden används också vid atypiska kliniska fynd, såsom T4-toxikos.
Om blodproven visar på en tyreotoxikos men sköldkörteln har ett alltför lågt upptag av radioaktivt jod, tyder det på Jod-Basedows sjukdom. Jod-Basedows sjukdom beror på överkonsumtion av jod vilket leder till att sköldkörteln redan är mättad.

## Komplikationer

### Tyreotoxisk kris
Tyreotoxisk kris är en ovanlig men livshotande komplikation av giftstruma, vilket kan uppträda när patienten blir svårt sjuk, får radiojodbehandling eller är fysiskt stressad till exempel vid kirurgiska ingrepp. Symptomen på detta kan innefatta hög feber, takykardi, blodtrycksfall, kräkningar, motorisk oro, apati, desorientering och koma. Den tyreotoxiska krisens allvar har inget samband med nivåerna av T4 eller T3.
Komplikation kräver akut vård och sjukhusvistelse. Vården består i att minska nivåerna av tyroideahormer, med tyreostatika, i sällsynta fall med jodblockering. Symptomen kan behandlas med betablockerare.
Förr var dödligheten 100 %, men genom utvecklingen av nya mediciner har den minskat till under 20 %.

### Hjärt- och kärlsjukdomar
För hög ämnesomsättning leder ofta till högre blodtryck och högre puls, vilket kan ge en rad hjärtsjukdomar, däribland förmaksflimmer som kan orsaka hjärtsvikt. Det förekommer undantagsvis att personer med giftstruma får så kallad high output heart failure, det vill säga en ovanlig form av hjärtsvikt som yttrar sig i hög hjärtminutvolym, tillsammans med takykardi. Orsaken till hjärtsvikten kan vara problem med hjärtmuskeln (kardiomyopati) som kommer av takykardin, hjärtflimmer, och flera andra sjukdomar som kan uppkomma för att hjärtat inte längre orkar med den ökade belastningen.
Giftstruma kan troligen också orsaka tromboser genom att det ökar hastigheten på blodets koagulation (jämför trombofili).

### Hypotyreos
Vissa former och behandlingar av giftstruma kan leda till för låg ämnesomsättning, hypotyreos till följd av att sköldkörteln är skadad. Hypotyroes behandlas vanligen enkelt med Levaxin, det tar oftast flera dagar innan läkemedlet kommer upp i rätt dos och symtomen lägger sig. https://www.fass.se/LIF/product;jsessionid=node0nok8hrmap3g7140wc2qudc3p5698127.node0?nplId=20000407000102&userType=0
https://www.internetmedicin.se/behandlingsoversikter/endokrinologi/hypotyreos/

### Graviditet
De TSH-receptorantikroppar (TRAK) som ses vid Graves sjukdom överförs under graviditet till fostret via placenta, och kan leda till förhöjd ämnesomsättning hos fostret eller den nyfödda. Detta kan leda till fosterdöd och missfall.
Giftstruma kan för både män och kvinnor yttra sig i infertilitet.

## Behandling
Sättet att behandla giftstruma är likartat över världen, och består i att initialt behandla allvarligare symptom med betablockerare, för att därefter sänka tyrodeanivåerna med tyreostatika. I senare skeden kan det bli aktuellt med kirurgiskt ingrepp på sköldkörteln eller behandling med radioaktivt jod.
Vid behandling med betablockerare kan kliniska svar ge tecken som påminner om euthyroid-sick syndromes, eftersom betablockerare sänker bildningen av T3. Relationen mellan T4 och T3 kan bestå efter avslutad behandling med betablockerare.